# Таравих
Тара́ви́х (араб. تراويح‎ — перерыв, отдых, передышка) — желательный намаз, который совершается в месяц Рамадан после обязательной ночной молитвы (иша) и длится до появления зари. После таравиха выполняется витр-намаз . Молитва таравих совершается как индивидуально, так и коллективно.
Слово «таравих» — множественное число от арабского слова «тарвиха», что в переводе на русский язык означает «отдых». Молитва называется так потому, что после каждых её четырёх ракаатов молящиеся сидя отдыхают, восхваляя Господа или слушая назидания имама.
Выстаивание ночи целиком в намазе с ночной до утренней молитвы является противоречием сунне, кроме как в рамадан. В рамадане сунной является оживление ночи для того, кто в состоянии это делать. Спать в дневное время рамадана лучше, чем спать в ночное, особенно для поклоняющегося.
Таравих не совершали во время халифата Абу Бакра, из-за его занятости джихадом против вероотступников, так как совершение джихада важнее чем таравих. Тот же, кто собрал людей на таравих был Умар, а возглавлял молитву Убайй ибн Ка’б.
Желательно не проявлять постоянство в кунуте в намазе таравих, так как этого нет в деяниях сподвижников, кроме как во второй половине рамадана, и пророк не совершал этого в своём выстаивании.
Таравих («отдых» в языковом значении) был назван так потому, что молящиеся отдыхают во время его совершения из-за его длительности. Умар ибн Аль-Хаттаб давал отдых молящимся настолько, что человек мог пройти от мечети до горы «саль’ун», которая находилась от них на расстоянии в 700 метров.
Праведные предшественники растягивали таравих, и Умар давал им отдых во время неё. Айюб делал отдых такое время, за которое можно было прочитать 30 аятов. Молитва же некоторых людей сегодня по времени равняется отдыху праведных предшественников.

## Порядок совершения

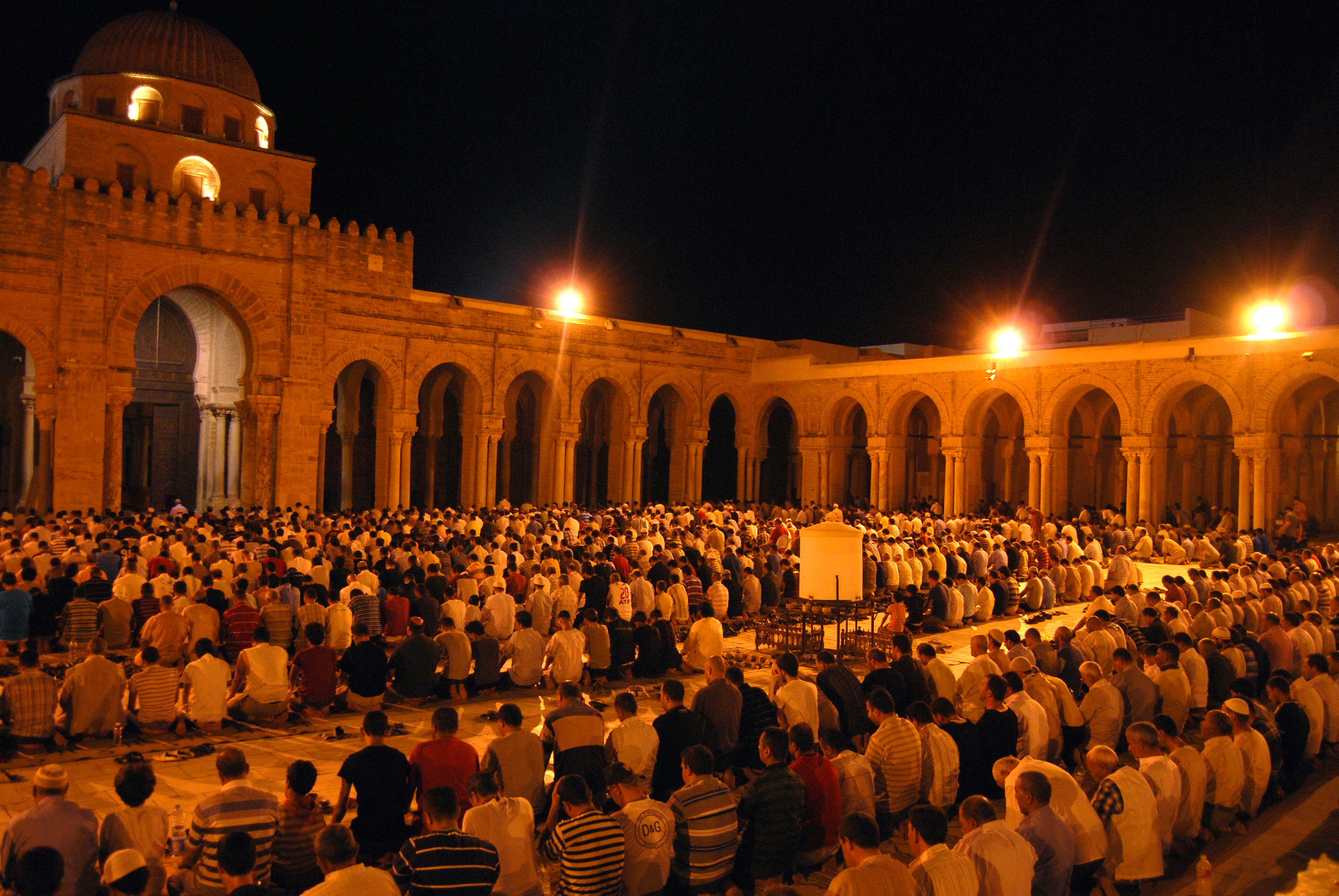
Таравих в Большой мечети Кайруана (2012 год)

Во времена пророка Мухаммада таравих совершался из 8 и 20 ракаатов, однако таравих, состоящий из двадцати ракаатов, был окончательно утверждён халифом Умаром с согласия сахабов. Согласно мнению 4 суннитских мазхабов, молитва таравих совершается в 20 ракаатов (10 молитв по 2 ракаата). В арабских странах таравих длится, как правило, около двух часов. Ежедневно во время намаза читается один джуз (1/30 часть) Корана. Таким образом, в течение одного месяца Рамадана участники таравих-намаза прочитывают Коран полностью.
Молитва таравих совершается каждый день в течение всего месяца Рамадан после ночной молитвы (иша) и заканчивается перед намазом витр. По ханафитскому мазхабу возмещение пропущенной молитвы таравих недействительно.

## Молитвы между таравихами
Во времена сподвижников пророка Мухаммада, после каждых четырёх ракаатов делался небольшой перерыв, в течение которого совершалось восхваление и поминание Аллаха или читалась короткая проповедь.
Шафиитский мазхаб
В шафиитском мазхабе между таравихами принято читать следующие молитвы:
|  | Слава Аллаху и вся хвала Аллаху, и нет иного Божества, кроме Аллаха, и Аллах Велик. Слава Богу создание и удовлетворение его самого и его престол и чернила вес его слов. («Субхана Ллахи валь-хамду ли-Ллахи ва ля илаха илла Ллаху ва Ллаху Акбар. Субхана Ллахи ’адада халкихи ва ридаъ нафсихи ва-зината ’аршихи ва-мидада калиматих».) |

|  | Нет силы и мощи ни у кого, кроме Аллаха! О Аллах, ниспошли благослови и мир Мухаммаду и его семье. О Аллах, мы просим Тебя даровать нам рай и прибегаем к Тебе от огня. («Ла хавля ва ля куввата илля биллях. Аллахумма салли ’аля Мухаммадин ва ’аля aали Мухаммадин ва саллим. Аллахумма инна нас’алука ль-джанната ва на’узубика мина-н-нар».) |

|  | (Субхана ль-малики ль-куддус (два раза). Субхана Ллахи ль-малики ль-куддус, субухун куддус раббу ль-малаикати ва-p-pyx. Субхана ман та’аззаза би-ль-кудрати ва-ль-бакаъ ва каххара ль-’ибада би-ль-маути ва-ль-фанаъ. Субхана раббика рабби ль-’иззати ’амма йасифун ва-салямун ’аля ль-мурсалина ва-ль-хамду ли-Лляхи Рабби ль-’алямин) |

Ханафитский мазхаб
В ханафитском мазхабе между таравихами принято читать следующие молитвы:
|  | Свят и Идеален Тот, Кто обладает земным и небесным владычеством. Свят Тот, Кому присуще могущество, величие, безграничная сила, власть над всем и бесконечная мощь. Свят Тот, Кто является Властелином всего, Кто вечен. Его никогда не постигнет смерть. Он — восхваляем и свят. Он — Господь ангелов и святого Духа (ангела Джабраила — Гавриила). Нет бога, кроме Единого и Единственного Творца. О Всевышний, прости нас и помилуй! У Тебя мы просим рая и к Тебе прибегаем, моля об удалении от ада… («Субхаана зиль-мульки валь-малякуут. Субхаана зиль-‘иззати валь-‘азамати валь-кудрати валь-кибрияяи валь-джабаруут. Субхааналь-маликиль-хайиль-лязии ляя ямуут. Суббуухун куддуусун раббуль-маляяикяти вар-руух. Ляя иляяхэ илля ллааху настагфируллаа, нас’элюкяль-джанната ва на‘уузу бикя минан-наар…») |

## Хадисы о таравихе
- «Кто выстаивает молитву в месяц Рамадан с верой [в её значимость] и ожиданием вознаграждения [за неё только от Господа], тому будут прощены предшествовавшие грехи»[5].
- «Пророк Мухаммад ﷺ в 23, 25 и 27-ю ночи месяца Рамадан совершал эту молитву совместно со своими сподвижниками в мечети. Он не делал этого ежедневно, чтобы люди не восприняли данную молитву как обязательную; чтобы она не перешла в ранг обязательных (фард). Вместе с ними он читал восемь ракаатов, остальные ракааты они дочитывали дома»[6].